# Реданж (кантон)
Реда́нж (Réiden) — кантон в складі округу Дикірх герцогства Люксембург.

## Адміністративний поділ

### Комуни
Кантон включає в себе 10 комун:
| Комуна       | Площа, км² | Населення, осіб | Рік  | Центр     | Поселення |
| ------------ | ---------- | --------------- | ---- | --------- | --------- |
| Бекеріх      | 28,42      | 2172            | 2006 | Бекеріх   | 8         |
| Валь         | 19,74      | 740             | 2008 | Валь      | 5         |
| Віхтен       | 12,26      | 977             | 2008 | Віхтен    | 2         |
| Гросбус      | 20,11      | 752             | 2006 | Гросбус   | 2         |
| Елль         | 21,55      | 1041            | 2009 | Елль      | 5         |
| Прейзердауль | 15,60      | 1393            | 2008 | Беетборн  | 4         |
| Рамбрух      | 79,07      | 3701            | 2006 | Рамбрух   | 13        |
| Реданж       | 31,95      | 2320            | 2008 | Реданж    | 7         |
| Саюль        | 14,86      | 550             | 2006 | Саюль     | 5         |
| Юсельданж    | 23,92      | 1419            | 2006 | Юсельданж | 4         |

### Населені пункти

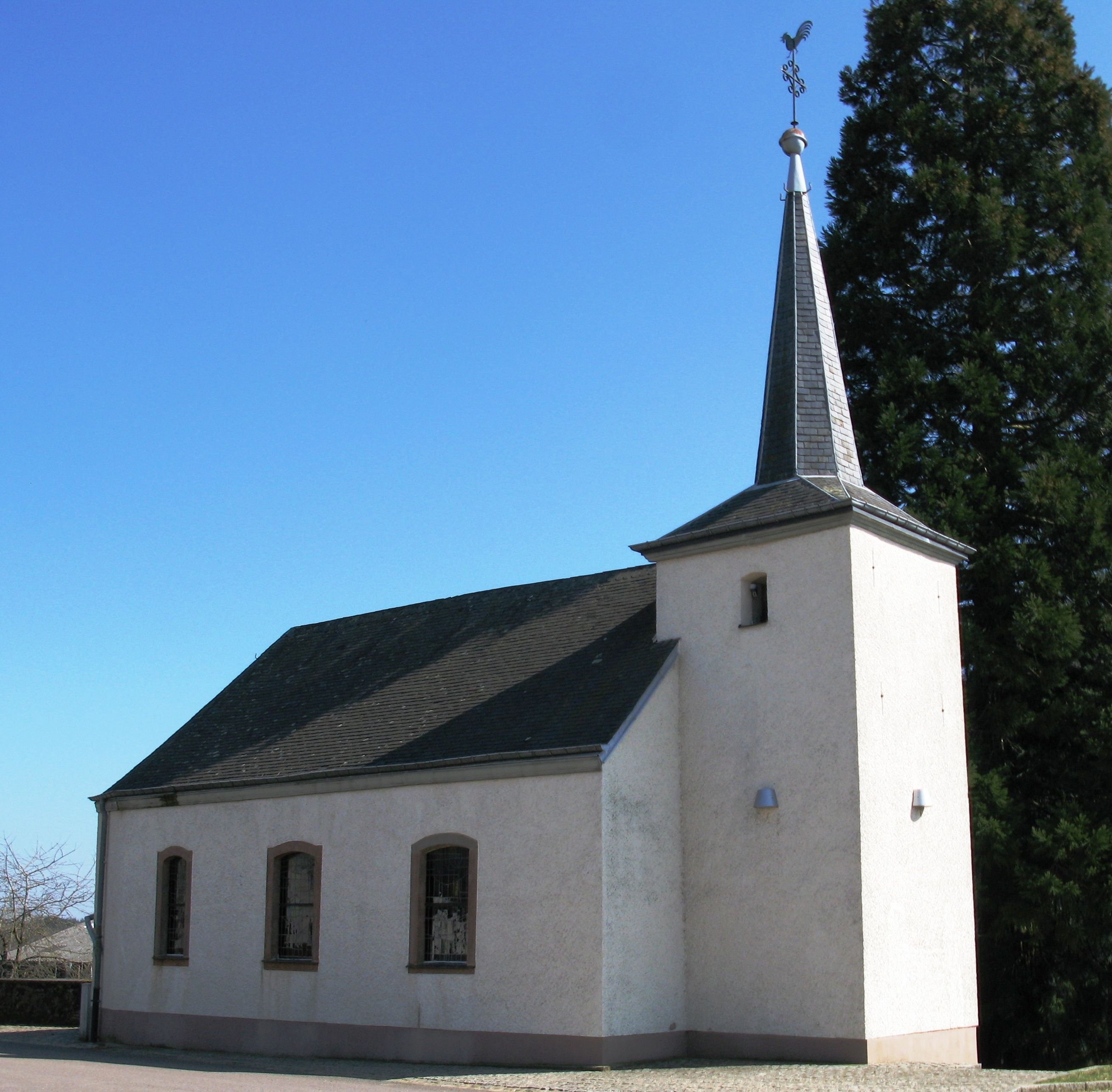
Ешетт

Рамбрух

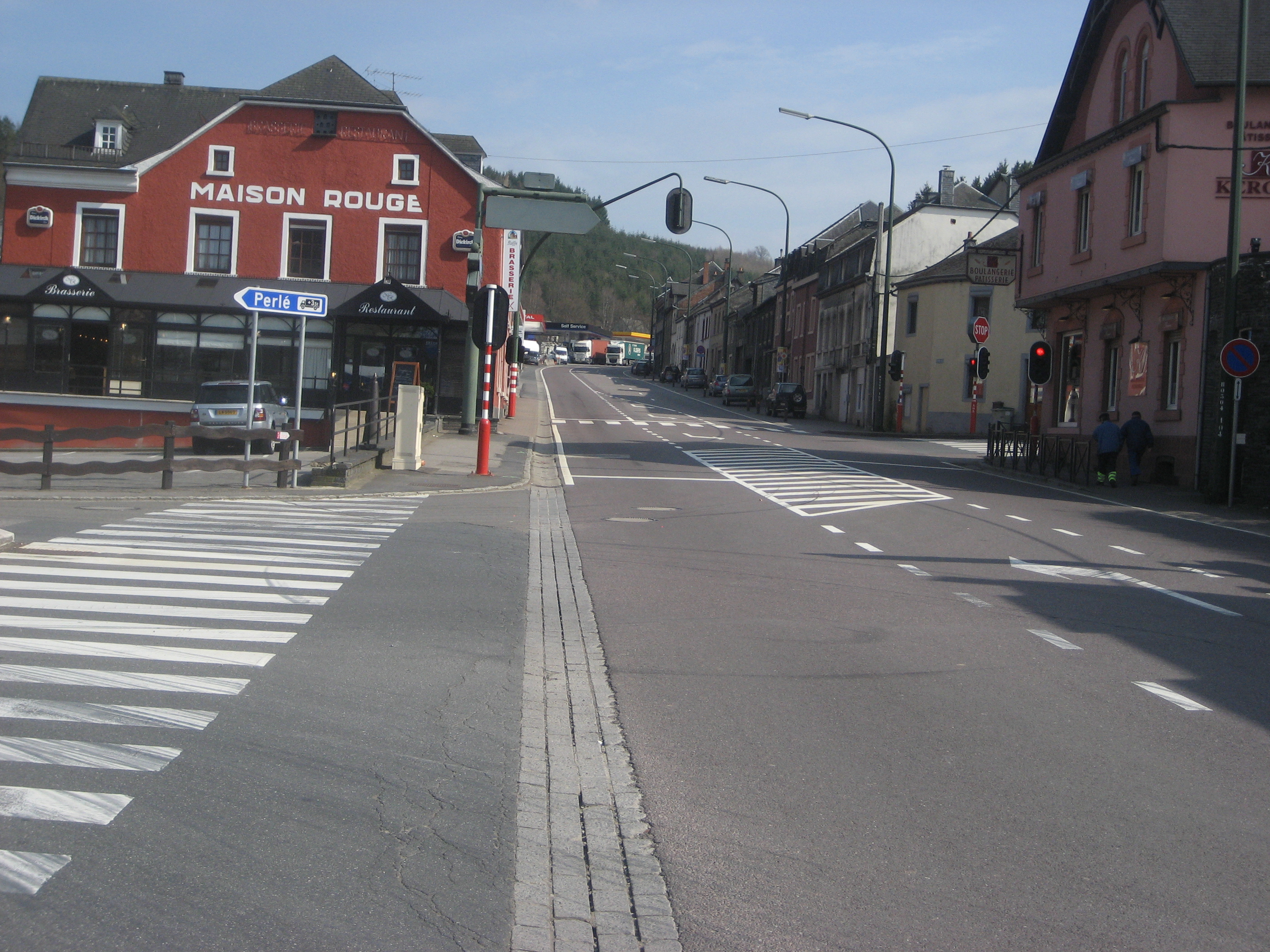
Ромбах

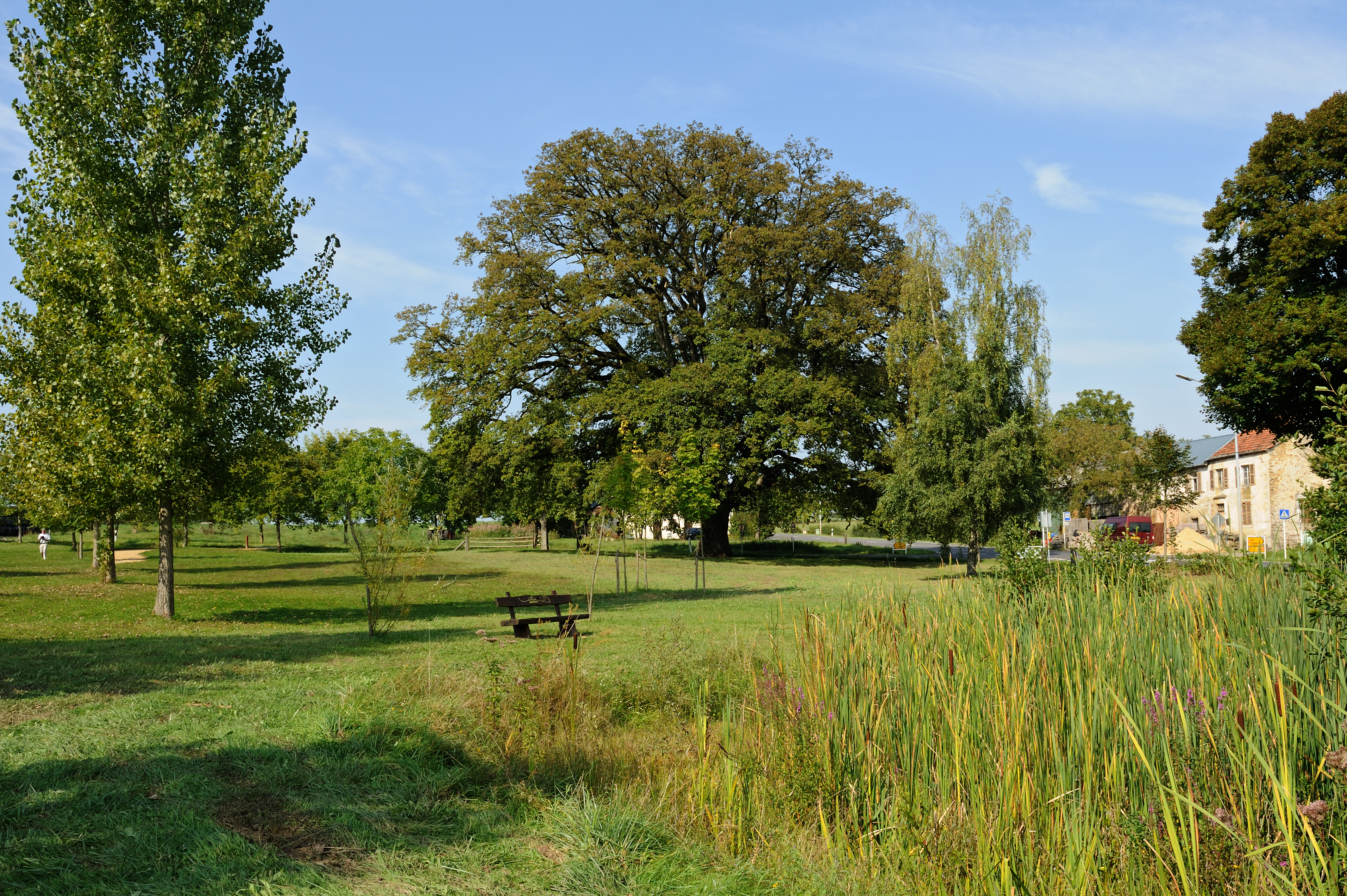
Саюль

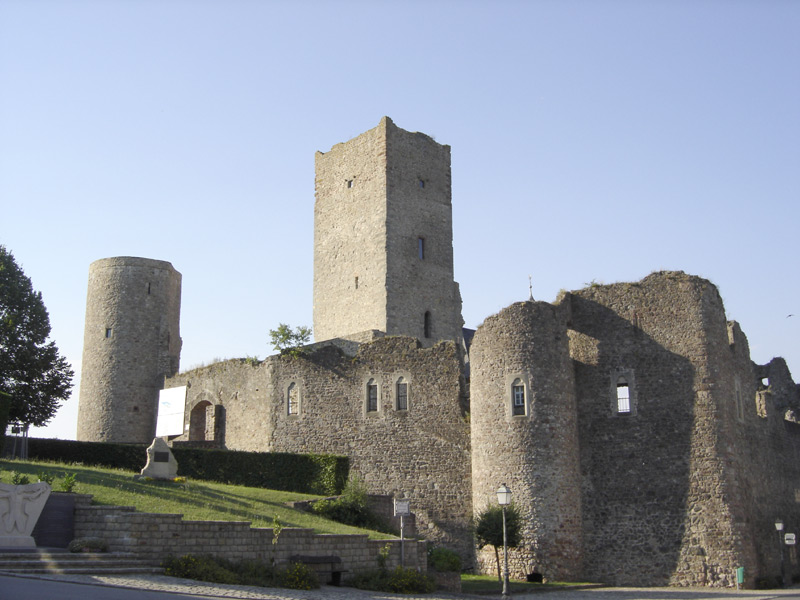
Юсельданж

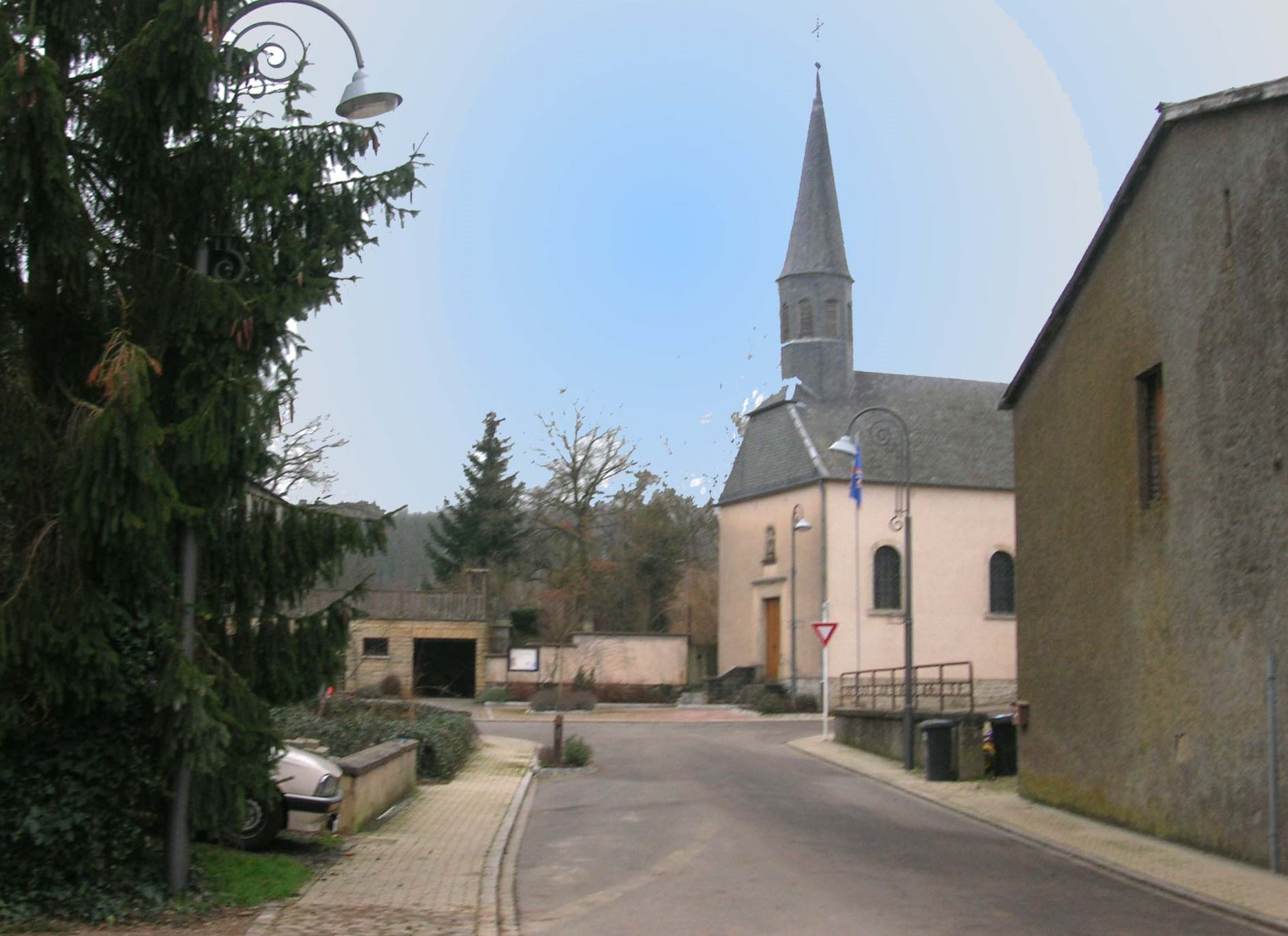
Швебах

Нижче подано всі населені пункти кантону за комунами:
- Комуна Бекеріх
  - Бекеріх
  - Ельванж
  - Левеланж
  - Нерданж
  - Оберпаллен
  - Ховеланж
  - Хуттанж
  - Швейх
- Комуна Валь
  - Бушрод
  - Валь
  - Гревельс
  - Куборн
  - Хейспельт
- Комуна Віхтен
  - Віхтен
  - Міхельбрух
- Комуна Гросбус
  - Гросбус
  - Деллен
- Комуна Елль
  - Елль
  - Кольпах-Бас
  - Кольпах-О
  - Петіт-Нобрессарт
  - Руд
- Комуна Прейзердауль
  - Беттборн
  - Платен
  - Прац
  - Реймберг
- Комуна Рамбрух
  - Арсдорф
  - Бігонвілль
  - Більсдорф
  - Вольвеланж
  - Ешетт
  - Кетшетт
  - О-Мартеланж
  - Перль
  - Рамбрух
  - Ромбах
  - Фольшетт
  - Хольц
  - Хотшерт
- Комуна Реданж
  - Ельц
  - Ланнен
  - Нагем
  - Нідерпаллен
  - Осперн
  - Реданж
  - Рейхланж
- Комуна Саюль
  - Енер
  - Кальмус
  - Капвейлер
  - Саюль
  - Швебах
- Комуна Юсельданж
  - Еверланж
  - Ріппвейлер
  - Юсельданж
  - Шандель

### Найбільші міста
Населені пункти, які мають населення понад 1 тисячу осіб:
| Населений пункт | Населення, осіб | Рік  | Комуна |
| --------------- | --------------- | ---- | ------ |
| Реданж          | 1112            | 2005 | Реданж |

## Демографія
Динаміка чисельності населення